# 명간군
명간군(明澗郡)은 조선민주주의인민공화국 함경북도에 속하는 군이다.

## 지리
북쪽은 어랑군, 남쪽은 명천군, 서쪽은 길주군이다.
동쪽은 동해에 접하지만 바다쪽은 칠보산에서 이어지는 산이 많은 지형이고 내륙쪽에 화성천을 따라 약간의 평야가 있다. 가장 높은 지점은 기운봉(1,875m)이다. 항구가 없고 해안선은 단조롭다. 명간군의 주요 하천으로는 어랑천(漁郞川)과 명간천(明澗川)이 있다. 전체 면적의 80% 이상이 산림이다.

## 역사
일제강점기까지는 명천군의 일부였다. 1952년에 신설되었다.
- 1932년 - 일본의 재벌이 흥남비료공장의 분공장(分工場)인 질소비료영안공장을 건설했다. 영안이라는 이름은 비료공장 주인의 성씨가 나가야스(永安)였기 때문에 붙인 것이었는데, 이후 영안공장이 있다고 하여 영안이 지명처럼 불렸다.
- 1952년 12월 - 명천군 북부의 하우면, 북면, 남면, 서면, 동면(양견리 제외)에 경성군 어랑면의 용양·화룡·교향리를 합쳐 영안군을 신설했다.
- 1967년 10월 - 영안군을 명간군으로 개칭하였다. 명간이라는 이름은 군의 중심부를 흐르는 명간천(明澗川)에서 따온 것이다.
- 1981년 10월 - 명간군을 화성군(化成郡)으로 개칭하였다. 화성이라는 이름은 화학 공장이 밀집한 곳이라는 뜻으로 지은 이름이다.
- 2005년 3월 - 화성군을 다시 명간군으로 개칭한 것으로 추정된다.[2][3][4]

## 산업
명간은 배 산지로 유명하고 가축도 널리 사육된다. 또한 석탄 광산도 존재한다.

## 교통

### 철도
- 평라선

### 도로
- 국도 제7호선

## 행정 구역
1읍 3구 22리로 구성된다.
- 명간읍 (明澗邑)
- 극동로동자구 (極洞勞動者區)
- 룡반로동자구 (龍蟠勞動者區)
- 량화로동자구 (良化勞動者區)
- 화룡리 (花龍里)
- 광암리 (廣岩里)
- 신양리 (新陽里)
- 호남리 (湖南里)
- 삼포리 (三浦里)
- 양천리 (楊川里)
- 립석리 (立石里)
- 명남리 (明南里)
- 호산리 (虎山里)
- 백록리 (白鹿里)
- 근동리 (芹洞里)
- 함진리 (咸鎭里)
- 하우리 (下雩里)
- 하평리 (下坪里)
- 룡동리 (龍洞里)
- 룡덕리 (龍德里)
- 상장리 (上場里)
- 하월리 (下月里)
- 청룡리 (靑龍里)
- 고성리 (古城里)
- 부암리 (富岩里)
- 부화리 (富禾里)